# 카푸이트 모스크

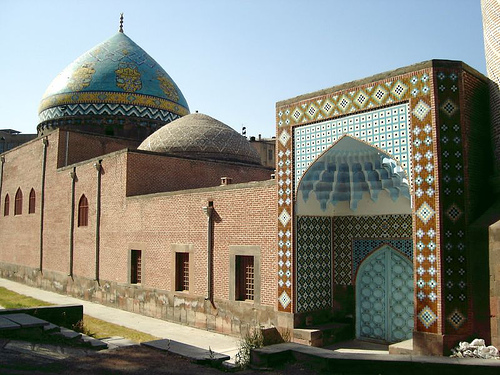
카푸이트 모스크

카푸이트 모스크(아르메니아어: Կապույտ մզկիթ→푸른 모스크)는 아르메니아 예레반에 위치한 18세기 시아 모스크이다. 소련 통치 시기 (아르메니아 소비에트 사회주의 공화국)에는 모스크가 아닌 아르메니아 역사박물관으로 사용되었다. 아르메니아의 독립 후, 모스크는 이란 정부의 도움을 받아 재건되었으며 다시 모크스의 기능으로 사용되고 있다. 이 모스크는 아르메니아에서 현재 모스크로 사용되는 유일한 모스크이다.